# نيكولا كفيتينوفيتش
نيكولا كفيتينوفيتش مواليد 19 ديسمبر 1988 في جمهورية صربيا الاشتراكية، هو لاعب كرة سلة صربي. بدأ مسيرته الاحترافية في سنة 2012. يلعب في الدوري الإسباني لكرة السلة الدرجة الثانية. يحمل الرقم 13. حقق المركز الأول في الألعاب الجامعية الصيفية 2011.

## المسيرة الاحترافية
لعب مع أيه إي كي لارنكا في موسم 2012–2013، ثم لعب مع نادي برنو لكرة السلة في سنة 2013، ثم لعب مع نادي بلد الوليد لكرة السلة في الدوري الإسباني في موسم 2013–2014، ثم لعب مع نادي أوفييدو لكرة السلة في سنة 2015، ثم لعب مع نادي إنتر براتيسلافا لكرة السلة في سنة 2016.

## الميداليات
| الميدالية | المسابقة                      |
| --------- | ----------------------------- |
| ذهبية     | الألعاب الجامعية الصيفية 2011 |

## روابط خارجية
- نيكولا كفيتينوفيتش على موقع الدوري الإسباني لكرة السلة (الإسبانية)
- نيكولا كفيتينوفيتش على موقع كرة السلة الأوروبية.كوم (الإنجليزية)
- نيكولا كفيتينوفيتش على موقع كلية كرة السلة في سبورتس رفرنس.كوم (الإنجليزية)
- نيكولا كفيتينوفيتش على موقع ريلجم (الإنجليزية)
- نيكولا كفيتينوفيتش على موقع بروبوليرز (الإنجليزية)
- نيكولا كفيتينوفيتش على موقع سبورتس رفرنس (الإنجليزية)